# Xavier Marcos Padros
Xavier Marcos Padros é um engenheiro automotivo espanhol que atualmente é o diretor técnico do programa de carro esportivo LMDh da Cadillac. Ele foi o engenheiro de corrida de Charles Leclerc na equipe de Fórmula 1 da Ferrari até 9 de maio de 2024.

## Carreira
Marcos iniciou sua carreira no automobilismo como engenheiro de corrida da equipe BNC Racing Team. Ele experimentou a Fórmula 1 pela primeira vez enquanto trabalhava para a equipe HRT F1 Team como engenheiro de desempenho entre 2010 e 2012. Depois que a equipe se retirou da categoria, ele se juntou à Williams Racing como engenheiro de desempenho de Felipe Massa. Em busca de um novo desafio, Marcos decidiu se mudar para os Estados Unidos para se tornar engenheiro-chefe de corrida da equipe da NASCAR Richard Childress Racing em 2015.
Em fevereiro de 2018, Marcos voltou à Fórmula 1 com a Scuderia Ferrari, primeiro como um engenheiro de corrida de fábrica e depois se tornou o engenheiro de corrida de Charles Leclerc quando o piloto monegasco se juntou à equipe em 2019. Marcos permaneceu trabalhando com Leclerc até maio de 2024, com o Grande Prêmio de Miami sendo sua última corrida com Charles, ele deixou o cargo para assumir outras funções na equipe. Em maio de 2024, a Scuderia Ferrari anunciou que Xavier Marcos Padros seria substituído por Bryan Bozzi como engenheiro de corrida de Leclerc, começando no Grande Prêmio da Emília-Romanha.
Em janeiro de 2025, após sete anos na Ferrari, foi anunciado que Marcos havia sido contratado pela Cadillac como o novo diretor técnico do seu programa Cadillac V-Series.R, que abrange o Campeonato Mundial de Endurance (WEC) e a IMSA SportsCar Championship.